# Epic Meal Time
Epic Meal Time (рус. Время эпичной трапезы) — канадское кулинарное интернет-шоу, посвященное приготовлению экстремально высококалорийных блюд, которые обычно состоят из мясных продуктов (чаще всего используется бекон) и приправлены алкоголем (как правило, виски Jack Daniel's). Дебютировав в октябре 2010 года на YouTube, шоу выходит раз в неделю каждый вторник. Авторами являются Харли Моренштейн и группа его друзей. В настоящий момент их интересы представляют агентства The Gersh Agency и Brillstein-Grey Entertainment. Шоу также транслируется в эфире сети интернет-телевидения Revision3 с апреля 2011 года. В том же году Epic Meal Time получила премию Shorty Award в категории «Еда».
Съемки проводятся в Монреале, провинция Квебек, месте проживания съемочной группы. Несколько эпизодов было создано в Калифорнии при участии скейтера Тони Хоука и комедийного дуэта Smosh в качестве приглашенных гостей.

## История
Идея Epic Meal Time родилась, когда друг Моренштейна заснял его на видео за поеданием гамбургера из закусочной Wendy's, содержащего шесть говяжьих котлет и восемнадцать полосок бекона, под аккомпанемент заглавной музыкальной темы фильма «Терминатор». Запись была опубликована на YouTube, где собрала тысячи просмотров. После этого было решено снять первый выпуск Epic Meal Time под названием «The Worst Pizza Ever!» (рус. Худшая пицца всех времен!). В эпизоде была приготовлена так называемая «фастфуд-пицца», в состав которой вошли жареные цыплята из KFC, большой тако из Taco Bell, Биг Мак и Чикен МакНаггетс из McDonald's, Беконатор и картофель фри из Wendy's, чизбургер из A&W, луковые колечки и сырная пицца. В итоге блюдо содержало 5,210 калорий и 286 грамм жира. 17 октября 2010 года видео было опубликовано на YouTube. Ровно год спустя с использованием тех же продуктов был приготовлен пирог.
Сам Моренштейн определяет шоу, как «Чудаки на кухне», а логотип Epic Meal Time схож с логотипом Jackass; перевернутая кастрюля надета на череп на манер бейсболки, костыли заменены на скрещённые ножи.
В настоящее время съемочная группа Epic Meal Time сотрудничает по контракту с сетью интернет-телевидения Revision3 и работает над пилотным эпизодом шоу для канала G4.

## Формат
Ведущим каждого эпизода (как правило, длиной 3–6 минут) является Моренштейн. Он часто использует в речи хип-хоп сленг и называет зрителей шоу «хейтерами», а приглашенных гостей женского пола «сучками». Употребляемая им обсценная лексика заменяется на звуки птичьих голосов. Съемки производятся цифровым однообъективным зеркальным фотоаппаратом Canon EOS 7D. В течение эпизода Моренштейн, другие участники Epic Meal Time и, время от времени, гости шоу занимаются приготовлением пищи. Большинство из блюд мясные, в состав которых часто входят алкогольные напитки (обычно виски Jack Daniel's) и полоски бекона. В большинстве эпизодов на экране отображаются счётчики калорий и жира, содержащихся в каждого новом добавленном компоненте и в готовом блюде. В эпизоде «Maximum Protein Experience» также был введен счётчик протеина. В случаях, когда блюдо готовится из кондитерских продуктов вместо мяса, полоски бекона заменяются на лакричные конфеты AirHeads Xtremes Sweetly Sour Belts, которые из-за своей радужной расцветки были в шутку названы «полосками гей-бекона».
В финале участники эпизода поедают приготовленную пищу, зачастую делая это очень неаккуратно с помощью рук и иногда применяя в качестве столовых приборов такие предметы как деревянные весла, бензопилу и хоккейные клюшки. Концовка также включает в себя реплику Моренштейна «Next time», рассказывающую зрителям о том, что будет съедено в следующий раз. Как правило, называется совершенно случайное слово, не имеющее никакого отношения к будущему блюду.

## Прибыль
Epic Meal Time зарабатывает на мерчандайзинге, выпуская на продажу линию футболок с символикой шоу. В интервью Моренштейн и Тот неоднократно обсуждали возможность создания кулинарной книги и приложения для iPhone. Также эпизоды содержат рекламные объявления, которые отображаются в YouTube посредством технологии Google AdSense. Шоу участвовало в программе ссылочного маркетинга для таких компаний, как Netflix и Gamefly. Большинство реферальных ссылок указывалось на сайте шоу, но иногда они упоминались и в видео
.